# Roland Emmerich
Roland Emmerich (* 10. listopadu 1955, Stuttgart, Německo) je německý režisér, scenárista a producent.
Narodil se v roce 1955 ve Stuttgartu, německé spolkové zemi Bádensko-Württembersko. V letech 1977–1981 studoval na mnichovské filmové a televizní univerzitě. Jeho studentský film Das Prinzip Arche Noe zahajoval berlínský filmový festival. V roce 1985 společně se svojí sestrou Ute Emmerichovou založil Centropolis Film Productions (nyní Centropolis Entertainment).
Filmy začal točit v angličtině. V roce 1990 jeho sci-fi film Měsíc 44 prorazil. Následně byl pozván do Spojených států amerických, kde se ujal v roce 1992 režie filmu Univerzální voják. O dva roky později pracoval na filmu Hvězdná brána, který se stal filmovým hitem a dočkal se i zpodobnění v seriálu a několika návazných televizních filmech. Další dílem je Den nezávislosti, který se stal jedním z nejúspěšnějším filmů všech dob.
Emmerich poté natočil následující filmy: Godzilla z roku 1998, Patriot 2000, o dva roky později Den poté, roku 2008 film 10 000 př. n. l., roku 2009 film 2012 a v roce 2011 velmi diskutované dílo Anonym o alternativním autorovi kánonu Williama Shakespeara Edwardu de Vere, 17. hraběti z Oxfordu.

## Režisérská filmografie
| Rok  | Český název                 | Poznámka                       |
| ---- | --------------------------- | ------------------------------ |
| 2016 | Den nezávislosti: Nový útok | též scenárista                 |
| 2015 | ID Forever Part I           | předprodukce                   |
| 2013 | White House Down            |                                |
| 2012 | Dark Horse                  | televizní film; též scenárista |
| 2011 | Anonym                      |                                |
| 2009 | 2012                        | též scenárista                 |
| 2008 | 10 000 př. n. l.            | též scenárista                 |
| 2004 | Den poté                    |                                |
| 2000 | Patriot                     |                                |
| 1998 | Godzilla                    | též scenárista                 |
| 1996 | Den nezávislosti            | též scenárista                 |
| 1994 | Hvězdná brána               | též scenárista                 |
| 1992 | Univerzální voják           |                                |
| 1990 | Měsíc 44                    |                                |
| 1987 | Hollywood-Monster           | též scenárista                 |
| 1985 | Joey                        | též scenárista                 |
| 1984 | Princip Noemovy archy       | též scenárista                 |
| 1979 | Franzmann Wilde Witwe       | též scenárista                 |